# Dietrich von Altenburg
Dietrich von Altenburg (zm. 6 października 1341) – wielki mistrz zakonu krzyżackiego w latach 1335–1341.

## Życiorys
Dietrich pochodził z Altenburga w Turyngii, gdzie jego ojciec był burgrabią. Od 1320 pełniąc funkcję komtura Ragnety zorganizował najazd tzw. rejzę na Litwę, w czasie którego zostały spustoszone przedmieścia Wilna. W latach 1326–1331 był komturem Bałgi i wójtem Natangii. Altenburg w pierwszym roku urzędowania w Bałdze założył miasto Bartoszyce (obok zamku, na lewym brzegu Łyny) oraz nakazał wybudować zamek w Sątocznie.
Od 1331 do czasu wybrania go na wielkiego mistrza pełnił urząd wielkiego marszałka, prowadząc najazdy zakonu krzyżackiego na Kujawy i Wielkopolskę. Dietrich von Altenburg w czasie bitwy pod Płowcami został ranny. Była to rana cięta przez cały policzek aż do ust. Następnie dostał się do polskiej niewoli. W następnej fazie bitwy został jednak uwolniony. Po bitwie w ramach odwetu rozkazał wymordować polskich jeńców, z których ocaleć miało 56 najcenniejszych.
W następnym 1332 roku, po odbudowaniu zakonnych sił zbrojnych, systematycznie zdobywał dalsze miasta i zamki na Kujawach. Po nieskutecznym kontrataku polskim wojnę zakończono rozejmem w 1332.
Jako wielki mistrz rozbudowywał zamki, w tym w Malborku, gdzie wybudował stały most przez Nogat. Historyk Max Toeppen przypuszczał, że Altenburg kazał wybudować zamki w Giżycku, Kętrzynie i Wystruci. Wielki mistrz utworzył też nową komturię w Ostródzie. Rozwój kraju był kontynuowany wraz z powstawaniem nowych wsi i majątków.
Wydał statuty regulujące życie zakonne zmieniające zasady dotyczące stosowania pokuty i ćwiczeń duchowych. W celu zachowania skromności i prostoty zostało zabronione wykorzystanie herbów rodowych i osobistych pieczęci. Także godność wielkiego mistrza miała być oznaczona wyłącznie czarnym krzyżem z umieszczonym wewnątrz złotym krzyżem i orłem cesarskim pośrodku. Jako zwierzchnik zakonu zapewniał zachowanie dyscypliny w wielu ustawach. Za jego rządów, najwyraźniej popierany przez niego, trwał rozkwit niemieckojęzycznej literatury zakonu krzyżackiego.
Po niekorzystnym dla zakonu wyroku sądu papieskiego z 16 września 1339, w następstwie którego Krzyżacy mieli zwrócić Kujawy, ziemię dobrzyńską i Pomorze Gdańskie – zamierzał negocjować z królem Kazimierzem Wielkim warunki zwrotu zagarniętych ziem. W tym celu udał się do Torunia, gdzie zachorował i zmarł 6 października 1341 w otoczeniu dostojników zakonu. Jako pierwszy z wielkich mistrzów krzyżackich pochowany został w kaplicy św. Anny na zamku w Malborku.